# Aurangzeb
Aurangzeb (fullständigt namn Abul Muzaffar Muhiuddin Muhammad Aurangzeb Alamgir, ibland kallad Alamgir I), född 3 november 1618 i staden Dohad i nuvarande Gujarat, död 3 mars 1707 i Ahmednagar, var en indisk stormogul (mogulrikets kejsare) och regerade 1658–1707. Han var son till Shah Jahan och Mumtaz Mahal och bror till kronprins Dara Shikoh, Jahanara Begum och Roshanara Begum.

## Biografi
Aurangzeb tog makten när han 1658 spärrade in sin far i fortet i Agra. Han tillbringade en stor del av sin tid åt att slå ned upprorsförsök från faderns lojala feodalherrar och hinduiska folk i väldet.
Aurangzeb var fanatiskt hängiven islam. Genom att förstöra talrika hindutempel och mörda indiska präster och furstar framkallade han ett lidelsefullt motstånd från de indiska sekternas sida och föranledde de långvariga krigen med rajputerna.
Som en reaktion på oroligheterna uppstod marathernas politisk-religiösa rörelse och Shivaji, marathaväldets grundare, blev en ytterst farlig fiende för Aurangzeb. Shivaji angrep under ett av sina krigs- och plundringståg Bijapur och inföll år 1662 till och med i stormogulens eget område och slog hans här. Aurangzeb underskattade först denne motståndare, som 1664 förklarade sig oavhängig under titeln maharadja. Då Shivaji dog 1680 ingrep Aurangzeb dock personligen i södra Indien. Han intog Golkonda och Bijapur, vilket innebar att de sista självständiga staterna på Deccan hade fallit. 
Även Shivajis son Sambhaji råkade i fångenskap och Aurangzeb lät tortera honom till döds. Men detta gav endast anledning till en ännu lidelsefullare frihetskamp från marathernas sida. Stormogulen själv och hans här blev upprepade gånger slagna. Alltjämt uppbådade Aurangzeb nya krafter mot maratherna och lyckades även slå enstaka härar, men han kunde dock inte slå ned det sega motstånd som maratherna gjorde.
Trots sina svårigheter lyckades Aurangzeb ge mogulriket dess största utsträckning någonsin.
Aurangzeb fick smeknamnet "Tronens prydnad".